# Andrej Galović
Andrej Galović, né le 29 mars 1997 à Belgrade, est un coureur cycliste serbe.

## Palmarès sur route

### Par année
- 2013
  - 2e du championnat de Serbie sur route cadets
- 2014
  - 2e du championnat de Serbie sur route juniors
- 2015
  - 3e du championnat de Serbie sur route juniors
- 2017
  - 3e du championnat de Serbie du critérium
- 2018
  - Tour of Vojvodina
  - 2e du championnat de Serbie du critérium
  - 3e du championnat de Serbie du contre-la-montre
- 2019
  -  Champion de Serbie de la montagne

### Classements mondiaux
| Année           | 2018   |
| --------------- | ------ |
| UCI Europe Tour | 1 306e |

## Palmarès en cyclo-cross
- 2011-2012
  - 2e du championnat de Serbie de cyclo-cross cadets
- 2012-2013
  -  Champion de Serbie de cyclo-cross cadets
- 2013-2014
  - 3e du championnat de Serbie de cyclo-cross juniors
- 2014-2015
  - 2e du championnat de Serbie de cyclo-cross juniors
- 2015-2016
  - 3e du championnat de Serbie de cyclo-cross espoirs
- 2017-2018
  - 3e du championnat de Serbie de cyclo-cross
- 2018-2019
  - 2e du championnat de Serbie de cyclo-cross
- 2020-2021
  -  Champion de Serbie de cyclo-cross
- 2021-2022
  - 3e du championnat de Serbie de cyclo-cross